# John Mortimer
Sir John Clifford Mortimer, CBE, QC (* 21. April 1923 in London; † 16. Januar 2009 in Turville Heath, nahe Henley-on-Thames) war ein britischer Anwalt (Barrister) und Schriftsteller.

## Leben und Werk
Mortimer besuchte die Eliteschule in Harrow und das Brasenose College der Universität Oxford. Im Zweiten Weltkrieg schrieb er Drehbücher für Propagandafilme der Crown Film Unit.
1948 begann er als Anwalt zu praktizieren. Ungefähr zur selben Zeit begann auch seine Karriere als Schriftsteller. Er schrieb zahlreiche Romane, Kurzgeschichten, Theaterstücke, Hörspiele (The Dock Brief, 1957), Drehbücher sowie 1982 und 2001 seine Memoiren.
Mortimer war von 1949 bis 1971 mit der Schriftstellerin Penelope Fletcher (1918–1999) verheiratet; 1972 heiratete er Penelope Gollop. Er wurde Vater von fünf Kindern, darunter der Schauspielerin Emily Mortimer; beiden Ehen entstammen je zwei Kinder, ein  weiterer Sohn einer Beziehung mit der Schauspielerin Wendy Craig.

## Rumpole
Mortimers bekannteste Schöpfung ist die Figur des exzentrischen Anwalts Horace Rumpole, der 1975 zum ersten Mal in Rumpole of the Bailey (deutsch: Rumpole von Old Bailey) auftrat. Rumpoles Abenteuer wurden meist ungefähr gleichzeitig als Kurzgeschichten und als Episoden einer Fernsehserie von Thames Television veröffentlicht, in denen der australische Schauspieler Leo McKern die Titelrolle spielte. Nach McKerns Tod im Jahr 2002 erschienen einige Folgen mit Timothy West.
Rumpole ist fortgeschrittenen Alters – in der ersten Episode wird sein Alter mit 68 Jahren angegeben –, raucht ständig Zigarillos, trinkt billigen Rotwein, zitiert Wordsworth und andere Dichter aus dem Oxford Book of English Verse. Seine Gesetzeskenntnisse sind etwas lückenhaft, dafür ist er unübertroffener Experte für Blutflecken. Sein respektloses Verhalten gegenüber Richtern und anderen Autoritäten sowie sein unbeirrbares Festhalten an Idealen wie der Unschuldsvermutung haben dazu geführt, dass er – anders als sein Schöpfer – nie zum Queen’s Counsel ernannt wurde.
In einer typischen Rumpole-Episode wird einerseits ein Kriminalfall geschildert – häufig mit einem Mitglied der Familie Timson, eines weitverzweigten Clans von Kleinkriminellen, als Angeklagten –, andererseits werden Szenen aus dem Alltag der Anwälte und Richter am Old Bailey, dem Londoner Strafgerichtshof, beschrieben, und drittens geht es um Rumpoles Privatleben, vor allem seine nicht sehr harmonische Ehe mit Hilda, die Rumpole nur She Who Must Be Obeyed nennt, in Anspielung an Rider Haggards She. Zwischen diesen drei Handlungssträngen gibt es häufig Parallelen.

## Werke (Auswahl)
- Der Mann aus dem Bootshaus : Roman (Dt. von N. O. Scarpi). Zürich ; Stuttgart : Fretz & Wasmuth 1957
- Rumpole of the Bailey (1978)
- The Trials of Rumpole (1979)
- Rumpole for the Defence (1982)
- Rumpole's Return (1982)
- Rumpole and the Golden Thread (1983)
- Paradise Postponed (1985)
- Rumpole's Last Case (1987)
- Rumpole and the Age of Miracles (1988)
- Summer's Lease (1988)
- Rumpole and the Age for Retirement (1989)
- Rumpole à la Carte (1990)
- Rumpole on Trial (1992)
- Dunster (1992)
- Rumpole and the Angel of Death (1995)
- Rumpole Rests His Case (2001)
- Rumpole and the Primrose Path (2002)
- Rumpole and the Penge Bungalow Murders (2004)
- Rumpole and the Reign of Terror (2006)
- The Antisocial Behaviour of Horace Rumpole (2007)

### Theaterstücke
- Das Geständnis : Schauspiel = (The judge) (Dt. von Georg Weber). Reinbek b. Hamburg : Rowohlt 1966
- Wie sagen wir es Caroline? : Komödie = (What shall we tell Caroline?) (Dt. von Marianne de Barde u. Hanns A. Hammelmann). Reinbek b. Hamburg : Rowohlt 1970
- Regatta-Tag : Schauspiel = (Two stars for comfort) (Aus d. Engl. von Marianne de Barde u. Hanns A. Hammelmann). Reinbek b. Hamburg : Rowohlt 1970
- Der Privatdetektiv : Komödie = (I spy) (Dt. von Marianne de Barde u. Hanns A. Hammelmann). Reinbek b. Hamburg : Rowohlt 1970
- Der Fluggast : Komödie = (Collect your hand baggage) (Dt. von Marianne de Barde u. Hanns A. Hammelmann). Reinbek b. Hamburg : Rowohlt 1970
- Reise in die Welt meines Vaters : Schauspiel = (Voyage round my father) (Dt. von J. G. Close). Reinbek b. Hamburg : Rowohlt 1971
- Komplizen = (Collaborators) (Dt. von Christian Ferber u. Ursula Liederwald). Reinbek b. Hamburg : Rowohlt 1973
- Himmel und Hölle : 2 Szenen (Dt. von Hans Hausmann). Reinbek b. Hamburg : Rowohlt 1976
- Komm doch wie du bist : 5 Szenen = (Come as you are) (Dt. von Estella Schmid). Reinbek b. Hamburg : Rowohlt 1978
- Mittagspause : Komödie = (Lunch-hour) (Dt. von Marianne de Barde u. Hanns A. Hammelmann). Reinbek b. Hamburg : Rowohlt 1978

## Filmographie
Literarische Vorlage
- 1962: Der große Knüller (The Dock Brief)
- 1973: Das Pflichtmandat (The Dock Brief)

Drehbuch
- 1959: Fähre nach Hongkong
- 1961: Schloß des Schreckens
- 1961: Das Geheimnis der grünen Droge (I thank a fool)
- 1962: Der zweite Mann (The Running Man)
- 1962: Flucht aus dem Dunkel (Guns of darkness)
- 1965: Bunny Lake ist verschwunden (Bunny Lake is missing)
- 1967: Ein Floh im Ohr (A flea in her ear)
- 1969: John und Mary (John and Mary)
- 1981: Wiedersehen mit Brideshead (Fernsehproduktion) (Brideshead Revisited)
- 1984: Der Elfenbeinturm (The Ebony Tower)
- 1986: Maschenka
- 1999: Tee mit Mussolini
- 2000: Don Quichotte (Don Quixote)